# 乌尼亚拉
乌尼亚拉（Uniara），是印度拉贾斯坦邦Tonk县的一个城镇。总人口10827（2001年）。

## 人口
该地2001年总人口10827人，其中男性5568人，女性5259人；0—6岁人口1778人，其中男918人，女860人；识字率56.11%，其中男性为69.76%，女性为41.66%。